# Blersumer Kirche

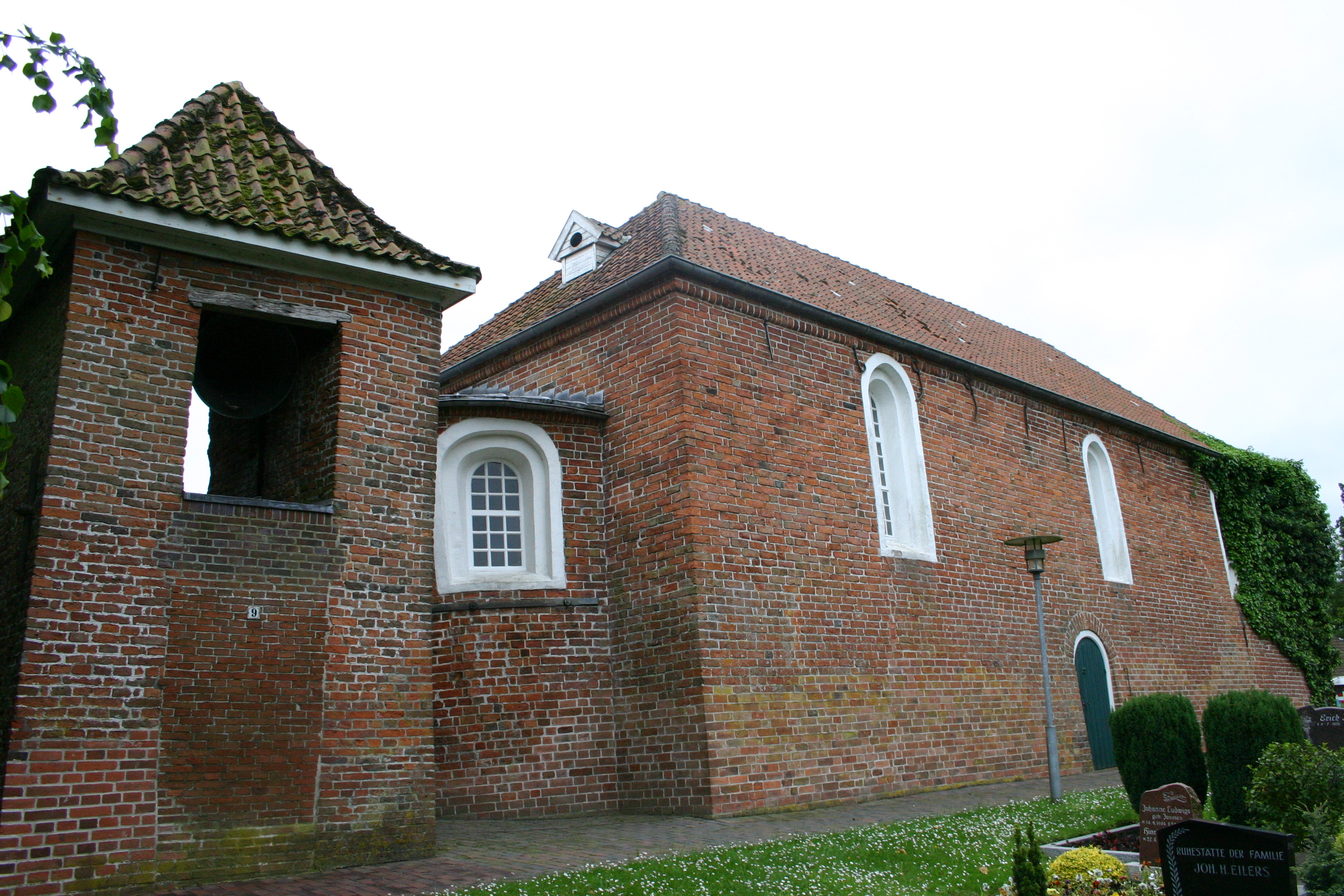
Blersumer Kirche

Die evangelisch-lutherische Blersumer Kirche steht in Blersum, einem Ortsteil der ostfriesischen Stadt Wittmund. Die romanische Backsteinkirche wurde zwischen 1250 und 1270 errichtet und zählt damit zu den ältesten des Harlingerlandes. Sie steht unter Denkmalschutz.

## Geschichte
Die Blersumer Kirche geht auf eine Saalkirche mit halbrund eingezogener Apsis zurück. Sie wurde zwischen 1250 und 1270 auf einer künstlich aufgeschütteten Warft an der Grenze zwischen Marsch und Geest errichtet. Das Gebäude ruht auf einem Sockel aus Granitsteinen, über den der Kirchenbau aus Backsteinen im Klosterformat errichtet wurde. Diese wurden in unmittelbarer Nähe der Kirche gebrannt.
Die Kirche ist weitgehend im Originalzustand erhalten. Die romanischen Fenster weisen noch ihre ursprüngliche Gestalt auf, wurden aber nach unten verlängert. In der Südfassade befindet sich an der Apsisseite ein Hagioskop, das – wie die abgeschnittenen Steine zeigen – nachträglich eingebrochen worden ist. Von den beiden ehemals vorhandenen rundbogigen Portalen in der Nord- und Südwand wurde das südliche zugemauert. Die abgängige Lettnerempore wurde 1679 entfernt. Die beiden ursprünglich spitzen Giebel wichen in der Barockzeit Walmen. Der etwas abseits der Kirche stehende Glockenturm wurde 1689 aus an Ort und Stelle gebrannten Steinen errichtet, nachdem der hölzerne Vorgänger in einem Gewitter 1685 zerstört worden war.
Wenige Jahre später (1698) stürzte das Steingewölbe mit den drei Jochen der Kirche ein. Es wurde anschließend durch die heute noch vorhandene Holzdecke ersetzt. Heute ist Blersum eine Kapellengemeinde ohne eigene Pfarrstelle und bildet gemeinsam mit Burhafe eine Kirchengemeinde.

## Ausstattung
Der Taufstein entstammt vorreformatorischer Zeit. Er wurde, wie so viele Taufsteine in Ostfriesland im 13. Jahrhundert, aus Bentheimer Sandstein geschaffen. Das mit Ranken- und Blattwerk verzierte Becken ruht auf einem Sockel mit Löwenfiguren.
Das Altarretabel steht auf einem gemauerten Block, dessen Unterbau zwei Ziernischen aufweist. Es wurde im Jahre 1649 von Meister Jacob Cröpelin aus Esens geschaffen und zeigt in seinem Zentrum ein Relief mit der Darstellung des Abendmahls. Darüber sind die Kreuzigung, die Grablegung, zwei Evangelisten und die Auferstehung abgebildet.
Die schlichte Kanzel stammt aus dem 18. Jahrhundert. Auf ihr sind Abbildungen der vier Evangelisten zu sehen. Über ihr ist ein Schalldeckel aus Holz angebracht. Das reich verzierte Lesepult ist eine Spende eines Einheimischen.

## Orgel

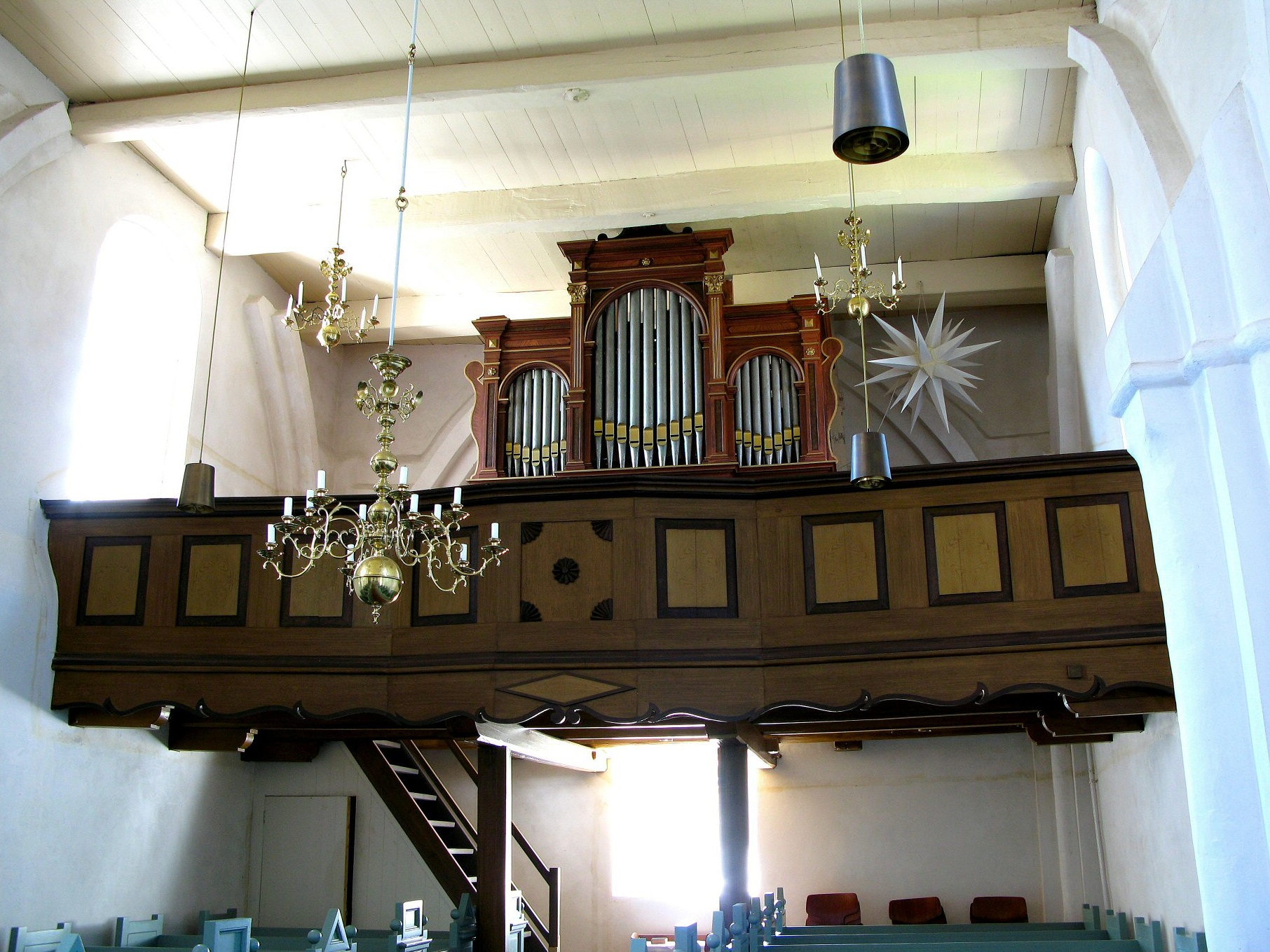
Orgel in Blersum

Die Orgel wurde im Jahre 1890 von dem Oldenburger Orgelbaumeister Johann Martin Schmid erbaut, der als letzter Spross einer ostfriesischen Orgelbauerfamilie gilt, die ursprünglich aus Pewsum stammte und in Ostfriesland, Oldenburg und dem Osnabrücker Land zahlreiche Orgeln baute oder reparierte. Sie verfügt über sieben Register zuzüglich eines Vorabzugs auf einem Manual und Pedal und wurde im Jahre 2000 von der Orgelbauwerkstatt Führer aufwendig restauriert. Ihre Disposition lautet:
| I Manual C–f3 |                     |    |
| 1.            | Principal           | 8′ |
| 2.            | Flöte               | 8′ |
| 3.            | Salicional          | 8′ |
| 4.            | Octave              | 4′ |
|               | Octave (aus Nr. 5)0 | 2′ |
| 5.            | Mixtur II–III       |    |

| Pedal C–d1 |         |     |
| 6.         | Subbaß0 | 16′ |
| 7.         | Violon  | 8′  |

- Koppel: I/P
- Spielhilfe: Glocke